# Cenocoelius eous
Cenocoelius eous är en stekelart som beskrevs av Wilkinson 1932. Cenocoelius eous ingår i släktet Cenocoelius och familjen bracksteklar. Inga underarter finns listade.